# Plagiotriptus carli
Plagiotriptus carli är en insektsart som först beskrevs av Bolívar, C. 1914.  Plagiotriptus carli ingår i släktet Plagiotriptus och familjen Thericleidae. Inga underarter finns listade i Catalogue of Life.